# Кузнецов, Пантелей Николаевич
Пантелей Николаевич Кузнецов (24 ноября 1937, Дятлево — 5 апреля 2025, Удмуртия) — советский и российский композитор и поэт-песенник. Заслуженный работник культуры Российской Федерации, заслуженный работник культуры Удмуртской Республики.

## Биография
Родился 24 ноября 1937 года в Дятлево Удмуртской АССР. 
С детства интересовался музыкой. Поступал в музыкальное училище города Ижевск. Начинал творчество с написания музыки к своим стихам. Учёба в училище была прервана по причине службы в пограничных войсках. Во время службы, Кузнецов принимал участие в художественной самодеятельности. После службы в армии, Кузнецов поступал в хор Удмуртского радио, где преобрёл дополнительный опыт для дальнейшей музыкальный деятельности. С 1962 года являлся директором одной из музыкальных школ в Уве, проработав в ней около 42-х лет. 
За свою музыкальную карьеру написал более тысячи песен, которые до сих пор исполняются различными хорами, ансамблями, а также звучат в театральных заведениях. Многие песни Кузнецова хранятся в фонде Удмуртского радио. Являлся лауреатом многих музыкальных конкурсов.  
Скончался 5 апреля 2025 года на 88-м году жизни в Республике Удмуртия. 

## Звания и награды
- Заслуженный работник культуры Российской Федерации (1998)[4].
- Заслуженный работник культуры Удмуртской Республики (1992)[4].
- Почётный гражданин Увинского района Республики Бурятия[4].
- Лауреат премии имени Трокая Борисова (2008)[4].
- Лауреат национальной премии имени Кузебая Герда (2013)[4].